# Hubert Kós
Dans le nom hongrois Kós Hubert, le nom de famille précède le prénom, mais cet article utilise l’ordre habituel en français Hubert Kós, où le prénom précède le nom.
Hubert Kós, né le 28 mars 2003 à Telki, est un nageur hongrois, pratiquant les épreuves de quatre nages et de dos.

## Biographie
En 2019, il intègre la délégation hongroise au festival olympique de la jeunesse européenne où il remporte quatre médailles d'argent sur 100 m dos et papillon, 200 m et 400 m 4 nages.
En 2021, il établit le nouveau record junior au 200 m quatre nages lors de la demi-finale des championnats d'Europe 2020 ; il finira toutefois 5e derrière son compatriote László Cseh en finale. Il ne parvient pas à se qualifier en demi-finale du 100 m papillon dans une série particulièrement relevée. Le relais hongrois du quatre nages est éliminé pendant les séries.
En 2021, il participe aux Jeux olympiques d'été de 2020 à Tokyo où il est engagé sur le 200 m 4 nages où il se classe 20e des séries et sur le relais 4 × 100 m 4 nages qui termine 13e des qualifications. En novembre, il participe aux championnats d'Europe en petit bassin et monte sur la troisième marche du podium sur l'épreuve du 400 mètres 4 nages.
Lors des championnats du monde 2022 qui ont lieu en Hongrie à Budapest, il finit 6e sur sa distance de prédilection qui est le 200 m 4 nages alors qu'il est éliminé en série sur le 400 m 4 nages (les deux titres revenant au Français Léon Marchand). Il enchaîne avec les championnats d'Europe 2022 et décroche un titre continental sur le 200 m quatre nages avec un temps de 1 min 57 s 72 ; il a moins de succès en individuel sur 400 m 4 nages (4e de la finale), 100 m papillon (4e de la finale) et 200 m brasse (8e de la finale).
En 2023, lors des championnats du monde à Fukuoka, il remporte le titre mondial sur l'épreuve du 200 m dos.
En 2024, lors des Jeux olympiques d'été à Paris, il remporte la médaille d'or lors de l'épreuve de 200 mètres dos. Il participe à l'épreuve de relais 4 x 100 mètres nage libre masculin avec S.Szabó, A.Jászó et Nándor Nemeth : l'équipe se classe à la 8e position. Il concourt également aux épreuves de 100 mètres dos et de 100 mètres papillon : il termine respectivement à la 10e et à la 16e position.

## Palmarès

### Jeux olympiques
Grand bassin
- Jeux olympiques 2024 à Paris (France)
  -  Médaille d'or du 200 mètres dos.

### Championnats du monde

#### Grand bassin
- Championnats du monde 2023 à Fukuoka (Japon) :
  -  Médaille d'or du 200 m dos.
- Championnats du monde 2025 à Singapour :
  -  Médaille d'or du 200 m dos.
  -  Médaille de bronze du 200 m quatre nages.

#### Petit bassin
- Championnats du monde 2024 à Budapest :
  -  Médaille d'or du 200 m dos.
  -  Médaille d'argent du 100 m dos.

### Championnats d'Europe

#### Grand bassin
- Championnats d'Europe 2022 à Rome (Italie) :
  -  Médaille d'or du 200 mètres quatre nages.
- Championnats d'Europe 2024 à Belgrade (Serbie) :
  -  Médaille d'or du 200 mètres quatre nages.
  -  Médaille d'argent du 100 mètres papillon.
  -  Médaille d'argent du relais 4 × 200 m nage libre.

#### Petit bassin
- Championnats d'Europe 2021 à Kazan (Russie) :
  -  Médaille de bronze du 400 mètres quatre nages.